# 渡辺竜五
渡辺 竜五（わたなべ りゅうご、1965年〈昭和40年〉3月25日 - ）は、日本の政治家。新潟県佐渡市長（2期）。

## 来歴
新潟県相川町（現・佐渡市）出身。1983年（昭和58年）3月、新潟県立相川高等学校卒業。同年4月、相川町役場に採用される。合併後の佐渡市役所では農林水産課長、総合政策課長、総務課長、社会教育課長などの要職を歴任した。2019年（平成31年）3月、退職。
2019年（平成31年）4月、サンフロンティア佐渡株式会社の専務取締役に就任。同年11月、退職。11月30日、任期満了に伴う佐渡市長選挙に立候補する意向を表明した。
2020年（令和2年）4月12日執行の市長選に市議15人から支援を受けて立候補。現職の三浦基裕、前副市長の藤木則夫、前市議の宇治沙耶花、行政書士の後藤浩昌の4候補を破り初当選を果たした。4月18日、市長就任。
※当日有権者数：46,528人 最終投票率：70.92%（前回比：－4.15pts）
| 候補者名   | 年齢 | 所属党派 | 新旧別 | 得票数   | 得票率 | 推薦・支持 |
| ---------- | ---- | -------- | ------ | -------- | ------ | ---------- |
| 渡辺竜五   | 55   | 無所属   | 新     | 11,210票 | 34.35% |            |
| 三浦基裕   | 63   | 無所属   | 現     | 10,576票 | 32.41% |            |
| 藤木則夫   | 63   | 無所属   | 新     | 7,272票  | 22.28% |            |
| 宇治沙耶花 | 38   | 無所属   | 新     | 3,332票  | 10.21% |            |
| 後藤浩昌   | 59   | 無所属   | 新     | 242票    | 0.74%  |            |

2024年（令和6年）4月7日、無投票で再選。